# Rebocco
Rebocco è un quartiere di La Spezia di 3 200 abitanti, situato nella zona nord-occidentale della città, appena fuori dalla cinta muraria ottocentesca. L'arteria principale è via Monfalcone, che si estende da nord verso sud, attraversando il quartiere e gran parte del suo abitato.

## Storia[3]
Sono poche le informazioni riguardo al passato di Rebocco, ma si sa che i primi documenti che citano la località, un tempo zona rurale, risalgono all'anno 950, mentre l'area faceva parte della parrocchia della pieve di Marinasco, quando, in un atto notarile rogato in quest'ultimo luogo, vengono nominate le frazioni facenti parte della parrocchia. Inoltre, è certo che la zona facesse parte della Podesteria di Carpena sino al 1343, anno in cui ci fu l'annessione alla Spezia.

## Monumenti e luoghi d'interesse

### Architettura Religiosa
Nel territorio ha sede la chiesa parrocchiale, dedicata alla Beata Vergine del Carmine, situata in via Rebocco ma affacciata su via Monfalcone, che fu costruita nel secondo Dopoguerra, insieme ad un piccolo campanile ed un oratorio retrostante. A causa di un corto circuito la struttura prese fuoco nel 1984. A seguito dell'accaduto venne costruita una nuova chiesa, ovvero l'attuale, sulla base di un prefabbricato svizzero. Nel 1985 venne inaugurato il nuovo luogo di culto.
La festa patronale ha il suo culmine il 16 luglio.
Si narra anche della preesistente chiesa di San Brizio (allora situata sulla collina di Vivera), risalente al XII secolo, che fu successivamente demolita per opere militari; risulta essere stato il luogo di culto più antico della città della Spezia.

### Porta Vivera
Non resta pressoché nulla di porta Vivera, allora situata nelle mura ottocentesche, uno dei punti di accesso alla città; ad oggi si possono solamente scorgere le mura di via San Francesco d'Assisi, che un tempo attraversavano l'attuale via Monfalcone e proseguivano per via Zara, seguendo il percorso dell'attuale pista ciclopedonale Rebocco - Fabiano Basso.

### Grotta della Madonna
La grotta della Madonna, o Madonna di Rebocco, è così chiamata per la presenza al suo interno di una stalagmite che richiama le forme della Madonna col Gesù bambino. Scoperta nel 1912 e dichiarata, dopo circa vent'anni, luogo di notevole interesse pubblico dall'allora Ministero dell'educazione nazionale, fu per anni luogo di attrazione turistica, attirando anche l'attenzione di numerose scuole, le quali visitavano la grotta. A causa di numerose infiltrazioni d'acqua, il luogo fu dichiarato inagibile e ne fu disposta la chiusura nel 1973. Ad oggi la grotta è chiusa e il suo ingresso è situato in proprietà privata.

## Geografia antropica
Rebocco è suddivisa a sua volta in altre piccole zone:
- Proffiano
- Ligurzano
- Vappa
- Pianagrande.

## Infrastrutture e trasporti

### Strade
Il quartiere si estende lungo via Monfalcone, l'arteria principale che lo collega con i quartieri della Chiappa e Pegazzano; di seguito l'elenco di tutte le strade.
- Via Monfalcone (da sud sino all'incrocio con via Giuseppe -Peppino- Impastato)
- Rotatoria Rosario Sanarico
- Via Vivera
- Via Zara
- Via San Francesco d'Assisi (parzialmente)
- Via Raffaele Rossetti
- Via Duino
- Via Pianagrande
- Via San Brizio
- Via Vappa
- Via Rebocco
- Via delle Fornaci
- Via Monte Bianco
- Via Faiti
- Vicolo Faiti
- Piazza Renato Corradini
- Via Proffiano
- Via Ligurzano
- Via Vodice (già Via Vodige)
- Via Nervesa della Battaglia
- Via Maggiano (parzialmente)
- Via Nello Olivieri
- Via Monviso
- Viale Alpi
- Via Giuseppe (Peppino) Impastato
- Piazzale Emanuele Ferro (parzialmente).

### Ferrovie
Rebocco si trova a pochi minuti d'auto dalla stazione centrale.
Via Monfalcone è attraversata dalla linea ferroviaria Genova - Pisa.

### Trasporti
Il quartiere è servito dalle linee 12, 15 e 22, gestite da ATC Esercizio.